# Jan Steen

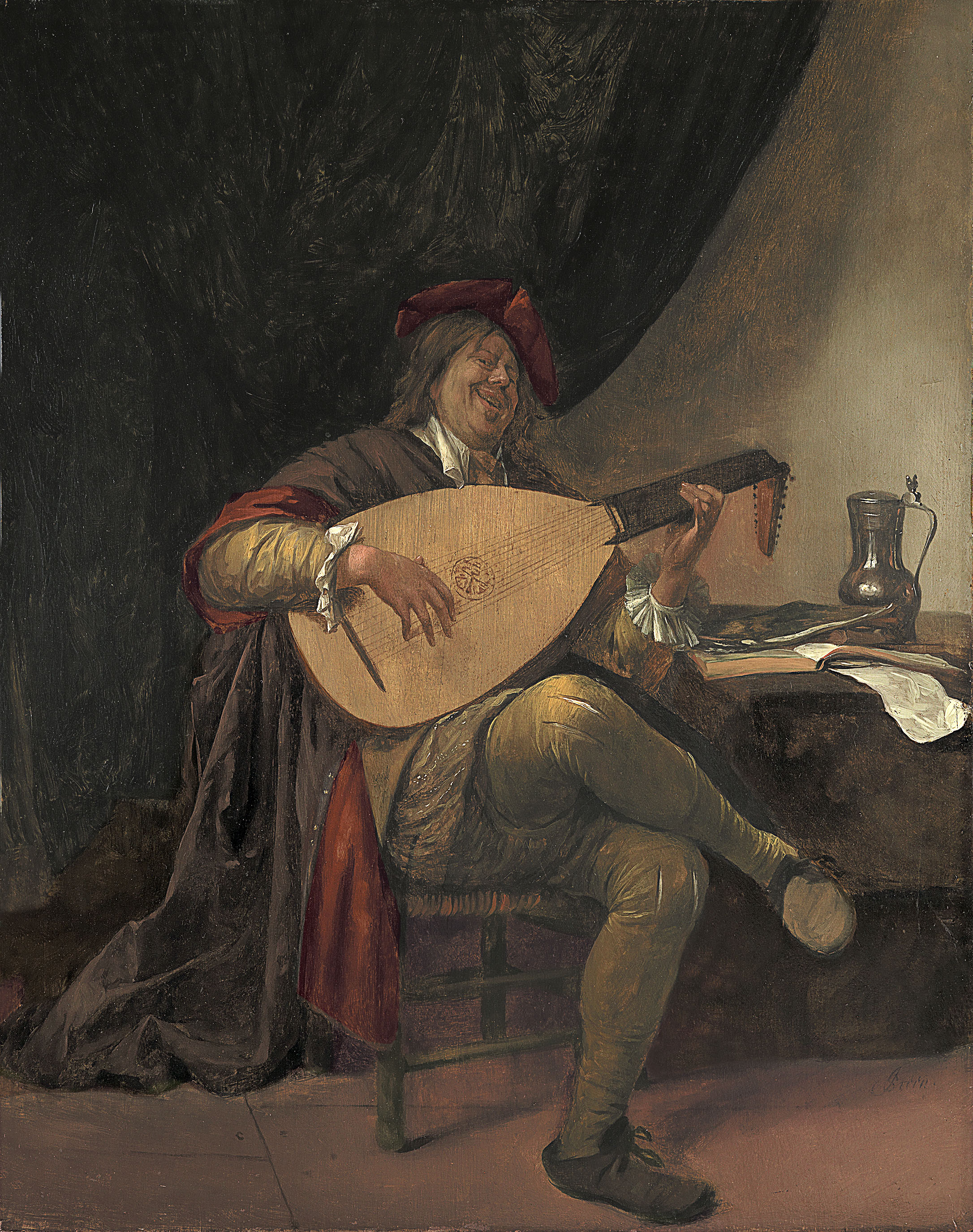
Selbstporträt als Lautenspieler

Jan Havickszoon Steen (* um 1626 in Leiden; begraben am 3. Februar 1679 ebenda) war ein niederländischer Maler. Er gilt als ein Meister des holländischen Genrebildes im Goldenen Zeitalter der Niederlande.

## Leben

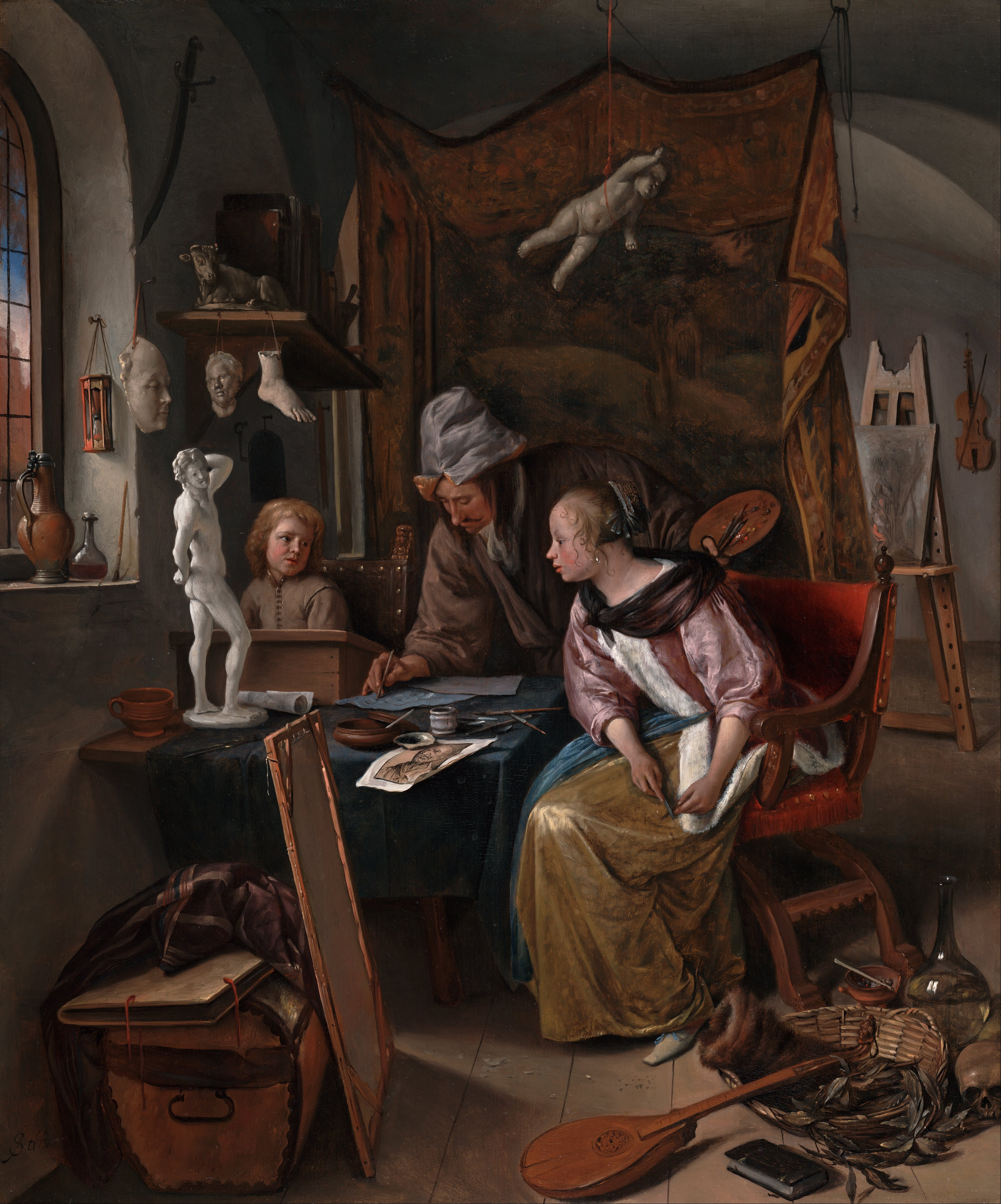
Maler, 1665, J. Paul Getty Museum, Los Angeles

Jan Steen wurde um 1625/1626 als Sohn eines Brauers in Leiden geboren, er war zugleich Maler und Wirt. Er war Schüler des deutschen Malers Nikolaus Knüpfer in Utrecht und von Adriaen van Ostade in Haarlem, einem Maler von ländlichen Szenen. Auch von Dirck Hals erhielt er seine malerische Ausbildung. 1646 kam er an die Universität von Leiden.
1648 war Jan Steen Mitbegründer der Sint Lucas-Gilde der Maler in Leiden. Am 3. Oktober 1649 heiratete er Margriet („Grietje“), eine Tochter des Landschaftsmalers Jan van Goyen. Er wurde sein Gehilfe und zog auch in dessen Haus in Den Haag ein. Dort war er bis 1653 tätig. Aus der Ehe sind die folgenden Kinder bekannt: Thadaeus, getauft in der katholischen Kirche in der Alten Molstraat Den Haag am 6. Februar 1651; Eva, getauft in der gleichen Kirche am 12. Dezember 1653. Von Cornelis, Catherine und John sind die Geburtsdaten unbekannt.
Ab 1654 leitete Steen in Delft die Brauerei „De Roscam“, aber ohne großen Erfolg. Von 1654 bis etwa 1656 wohnte er wieder in Leiden. Danach lebte er von 1656/1657 bis 1660 in Warmond. Etwa ab 1660 bis 1669/1670 war Steen wieder in Haarlem tätig. In dieser Zeit war er besonders produktiv. Dort betrieb er auch eine Taverne. 1669 starb seine Ehefrau, 1670 sein Vater.
1670 oder 1673 heiratete er Maria van Egmont, die Witwe des benachbarten Buchhändlers Herculens, mit der er zwei Kinder hatte. Ab dann wohnte Jan Steen für den Rest seines Lebens wieder in Leiden. 1672 erhielt er in Leiden die Erlaubnis, eine Schenke zu bewirtschaften. 1674 wurde er Präsident der Sint Lucas-Gilde. Er wurde am 3. Februar 1679 im Grab der Familie in der Pieterskerk in Leiden beigesetzt.

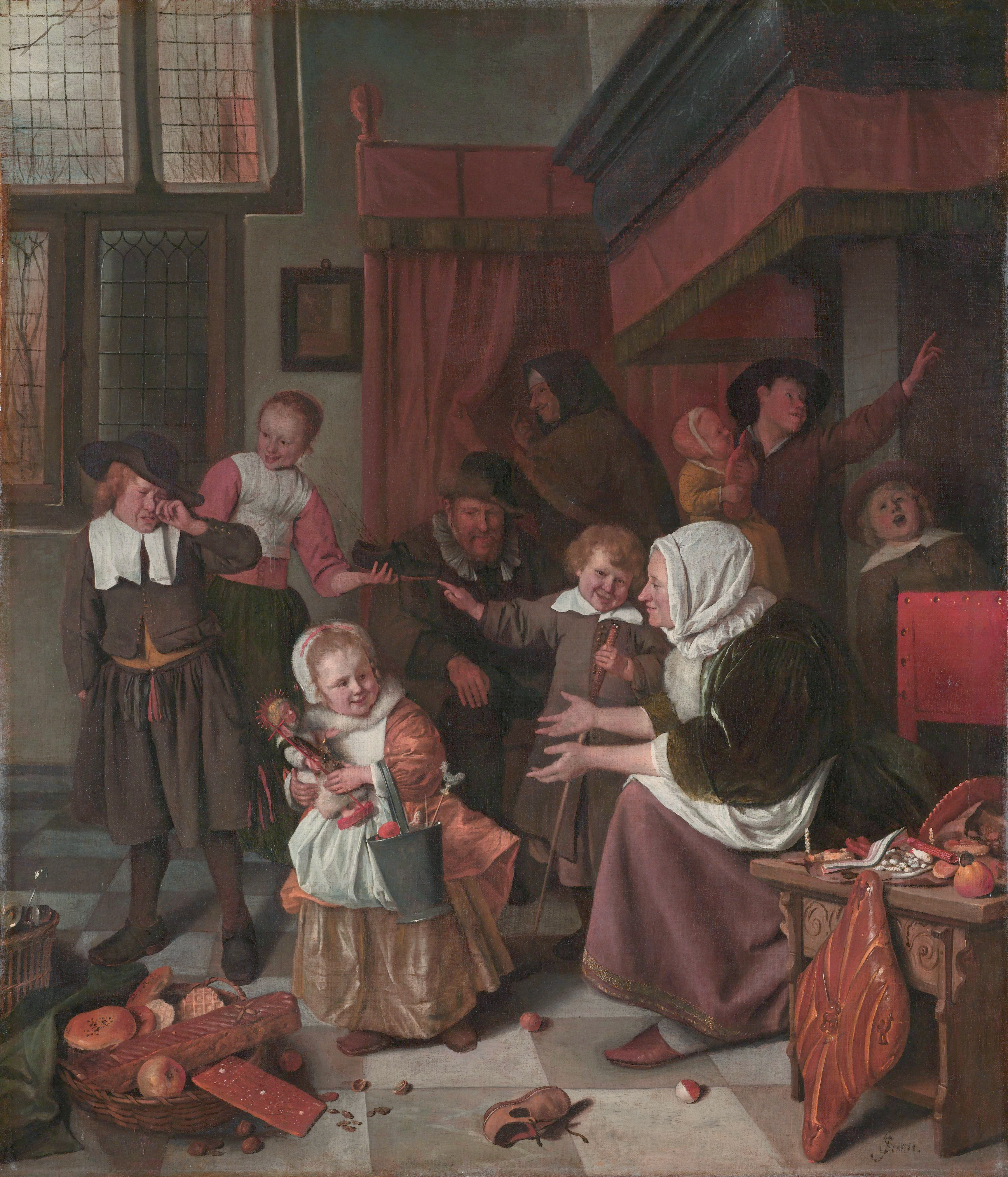
Das St. Niklasfest

## Steens Bildsprache
Steen war für seine mehrdeutigen Bildinhalte bekannt. Indem er das erzählerische Element verstärkte und sich der Aussagekraft der Figuren widmete, bildete die Kulisse lediglich den Rahmen, um eine Stimmung zu verstärken, ohne diese zu dominieren. Durch die überspitzte Darstellung einzelner Figuren entsteht der Eindruck eines Theaterstücks.
Aufgrund der kurzen Ausbildungszeit lassen sich einige Mängel an der Hand des Künstlers erkennen. Irrtümer in der Perspektive und fehlerhafte Raumverhältnisse werden durch die Fülle seiner Figuren im Bild kompensiert. Besonders deutlich wird dies bei Szenen im Innenraum. Das Werk Die verkehrte Welt (1663) weist einige Mängel in der perspektivischen Verkürzung des Raumes auf. Die Staffelung der Figuren und Gegenstände lassen eine gewisse Tiefe des Raumes vermuten. Somit verwendet Steen die Figuren, um dem Raum eine Dreidimensionalität zu verleihen.
Das Gruppengefüge bildet häufig eine bäuerliche Wirtshausszene, wie in dem Werk Wirtshausgarten (1661–1663), ein überfüllter Klassenraum, gleich dem Werk Die Dorfschule (1663/1665), oder ein Haushalt, wie in Die verkehrte Welt (1663).

### Komposition in Steens Spätwerken
Die Betonung der Figuren verstärkt sich in Steens letzter Schaffensperiode. Die Komposition wird monumentaler, die Figuren rücken näher an den Bildrand. Als erfahrener Maler blickt Steen auf ein vielfältiges Œuvre und zitiert Bildelemente aus Werken seiner Schaffenszeit in seinen Spätwerken. Außerdem eint Steen in seinen Werken vermehrt das breite Bürgertum und bringt dabei die Lebensalter, Gesellschaftsschichten, Jungfräulichkeit und Sexualität in einem Werk zusammen. Die Zusammenkunft gegensätzlicher Stimmungen machen Steens Bilder zu einer komplexen Bildbotschaft.
In seinem Werk Fröhliche Gesellschaft auf einer Terrasse (1673–75) bezieht sich Steen auf zweideutige Bildelemente, indem er die Kulisse des Gartens sowohl als Liebesgarten als auch als repräsentative Umgebung für ein Familienporträt darstellt. Die Sonnenblume im Hintergrund ist ein Symbol für eheliche Treue, das üppige Grün symbolisiert Fruchtbarkeit. Mit dem Jüngling auf der Leiter, der die Weintrauben greifen möchte, bezieht sich Steen auf die Moralbotschaft „Wie die Alten sungen, so pfeifen auch die Jungen“. Da Erwachsene im Bild sich dem Wein hingeben und die Kinder Nachschub von den Ranken zu holen scheinen, bezieht sich Steen auf die Vorbildfunktion von Eltern. Die Wollust der Männer sowie die Laszivität der Gastgeberin wirken durch die Anwesenheit der Kinder unangebracht. Mit dieser Einigung von Familie und Sexualität zeigt Steen ein Sujet des parodierten Familienbildnisses.

## Werk

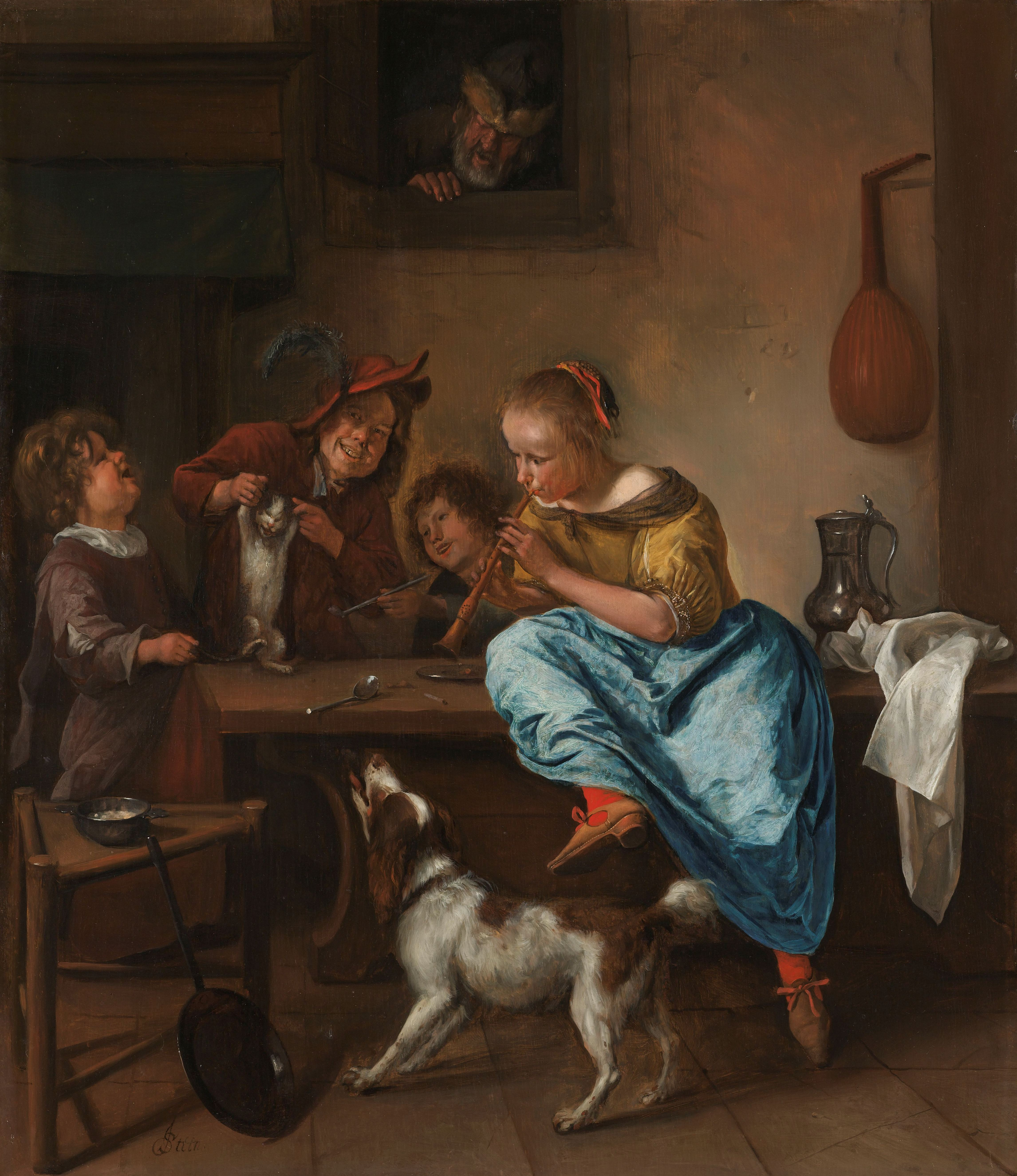
Kinder, die eine Katze lehren, zu tanzen. Rijksmuseum Amsterdam

Steen galt als geistreicher und humorvoller holländischer Genremaler, der auch eine scharfe gesellschaftliche Satire nicht scheute. Er malte biblische Darstellungen in sittenbildlicher, bisweilen humoristischer Auffassung
(Zum Beispiel: Simson unter den Philistern, Verstoßung der Hagar und Hochzeit zu Kana), zumeist aber Szenen aus dem mittleren und niederen Bürgerstand, in welchen er große Feinheit und Mannigfaltigkeit der Charakteristik mit derbem, ausgelassenem, oft groteskem Humor zu verbinden wusste. Seine Darstellung chaotischer häuslicher Szenen fand als feste Redewendung een huishouden van Jan Steen Eingang in die niederländische Sprache. Er unterlegte seinen figurenreichen Darstellungen oft eine moralische Tendenz oder stellte durch sie ein Sprichwort oder eine allgemeine Wahrheit bildlich dar.
Er ist auch bekannt für seine Beherrschung von Licht und Liebe zum Detail, was sich besonders in den gezeichneten Textilien zeigt. Einige seiner Arbeiten zeichnen sich durch die feine Abstimmung der Farben und meisterhafte Behandlung des Helldunkels aus. Szenen im Innenraum werden von einem flachen Bildraum mit monumentalen, gedrängten Figuren bestimmt.
Vielseitig gebildet, interessiert und voller Humor schuf er Szenen des niederländischen Volkslebens, Familiendarstellungen, humoristische Kinderbilder, Landschaftsbilder und Porträts, er malte lebhafte Wirtshausszenen und illustrierte Sprichwörter und Allegorien.
Steen hat wohl über 800 Bilder produziert, von denen ca. 350 noch erhalten und bekannt sind. Einige seiner Werke sind im Rijksmuseum Amsterdam zu sehen, beispielsweise das St. Niklausfest, der Papageienkäfig, die kranke Dame mit dem Arzt, eine Tanzstunde und eine Darstellung des Sprichworts „Wie die Alten sungen, so zwitschern die Jungen“. Weitere bekannte Werke sind: die Menagerie und die Lebensalter, die Unterzeichnung des Ehekontrakts, das Bohnenfest (ein Bild zu dem Brauch der Bohnenkönigsfeier), der Streit beim Kartenspiel, der Wirtshausgarten und die Hochzeit.

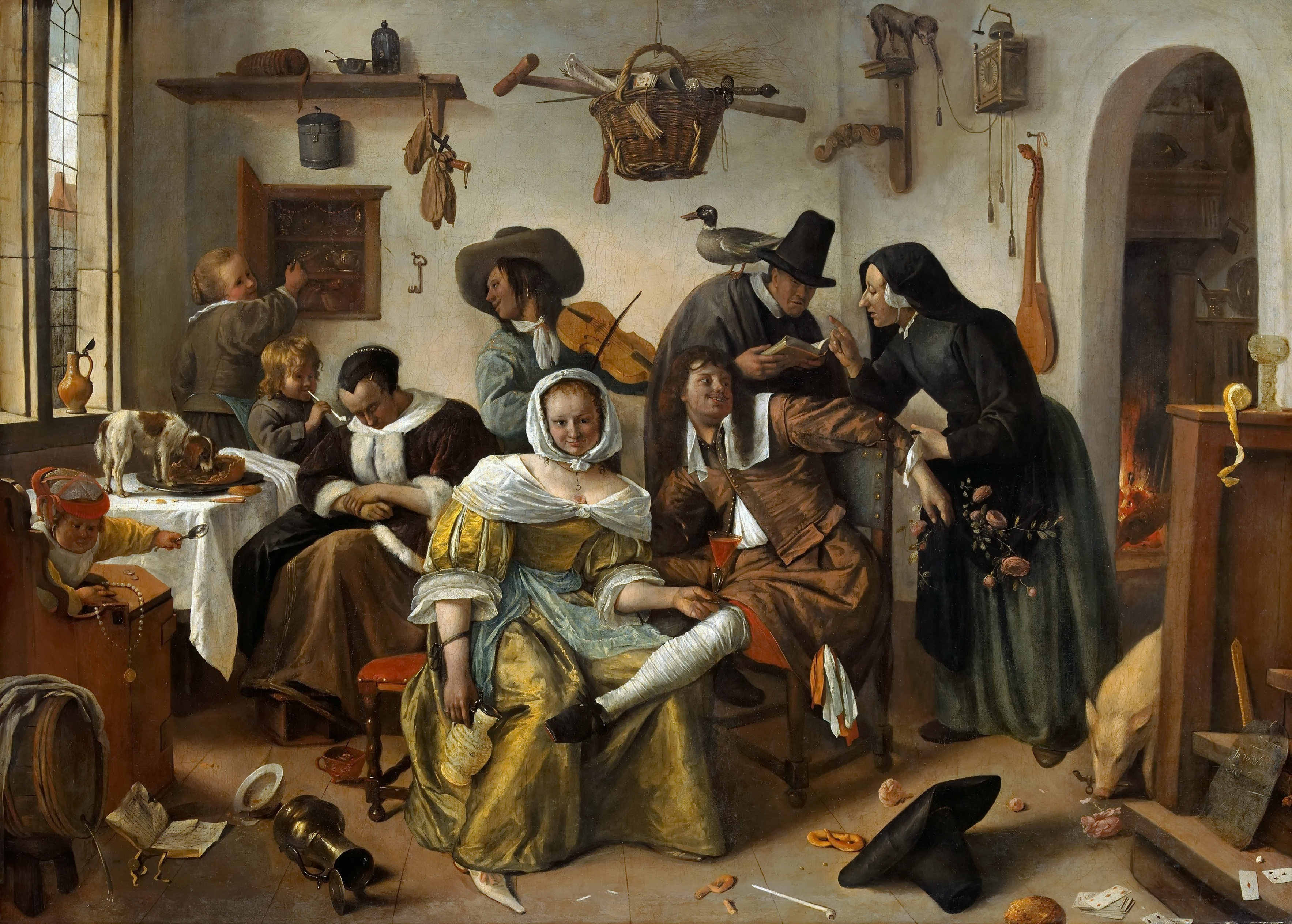
Verkehrte Welt. Kunsthistorisches Museum, Gemäldegalerie Wien

Jan Steen bezieht sich in seinem Werk hauptsächlich auf die Malerei des 16. Jahrhunderts. Ein Beispiel dafür ist das Gemälde Die Verkehrte Welt aus dem Jahr 1663. In dem Gemälde werden holländische Sprichwörter wie „Wie die Alten sungen, so pfeifen’s die Jungen“, „Gelegenheit macht Diebe“ oder „Wirf keine Rosen (im Deutschen Perlen) vor die Säue“ bildlich dargestellt. Das Anspielen auf Sprichwörter im Bild geht auf das 16. Jahrhundert zurück. So hatte Pieter Brueghel der Ältere bereits 1559 das Gemälde Die niederländischen Sprichwörter gemalt.

### Historienmalerei
Der facettenreiche Künstler widmete sich nicht nur dem Genre, sondern auch anderen Gattungen, wie beispielsweise der Historienmalerei. Etwa ein Fünftel seines Œuvres machen Historiengemälde nach alttestamentarischen, profanen und mythologischen Quellen aus. Religion und Politik der damaligen Zeit bestimmen also die Themen. Steen stellte häufig feiernde Gesellschaften, Hochzeiten oder Bankette dar, in denen er zahlreiche Genreelemente und Stillleben einbaute. Opulente Kleider und üppige Mahlzeiten sind hierfür charakteristisch. Folglich spielen Genreelemente eine dominante Rolle bei seiner Komposition.

### Darstellung der Musik
Jan Steen „Acta Virum Probant“ („In seinen Taten zeigt sich der Mann“) um 1659
Das Bild Acta Virum Probant („In seinen Taten zeigt sich der Mann“) oder Junge Frau spielt ein Cembalo für einen jungen Mann, wie es in The National Gallery in London genannt wird, wurde um 1659 geschaffen. Es ist 42,3 cm breit und 33 cm hoch und mit Öl auf Holz gemalt.
In manchen älteren Quellen wird das Bild Musikstunde genannt. Diese Bezeichnung könnte darauf zurückzuführen sein, dass der Zuhörer in der älteren niederländischen Literatur als Musiklehrer gedeutet wird. Neuere Literatur vermeidet es in der Regel, das Bild auf diese Art und Weise zu charakterisieren.
Im Bild wird das Cembalo mit biblischen und klassischen Inschriften dargestellt. Belehrende Inschriften auf Musikinstrumenten hatten häufig den Zweck, Musikspielende davor zu warnen, dass die Musik eine doppelte Bedeutung hat und gefährlich für sie sein könnte. Durch die Inschrift auf diesem Bild wird betont, dass die Musik Gott zu Ehren gespielt werden sollte.
Die Inschrift Soli Deo Gloria („Gott allein die Ehre“) beinhaltet einen der fünf wichtigsten Grundsätze des Protestantismus. (Die anderen vier lauten: Sola Scriptura („Durch die Schrift allein“); Sola Fide („Allein durch den Glauben“); Sola Gratia („Allein aus Gnade“); Solus Christus („Christus allein“).) „Soli Deo Gloria“ wird von Steen unterhalb der Tastatur des Musikinstruments platziert, sehr nahe bei den Händen der jungen Frau. Ausgehend von dieser Anordnung kann man vermuten, dass die Inschrift sich auf die Dame und ihre Tugend bezieht.
Die Inschrift Acta Virum Probant bedeutet „In seinen Taten zeigt sich der Mann“. Diese zweite lateinische Inschrift, die dem Bild seinen Namen gibt, klingt ironisch. Der Satz könnte auf ein Liebesabenteuer verweisen. In welche Richtung die „Taten“ vom Paar gehen könnten, ist nicht klar. Das zweite Instrument deutet jedoch die Möglichkeit an, gemeinsam zu musizieren, was zugleich ein Liebeswerben in gesellschaftlich akzeptiertem Rahmen impliziert. Im hinteren Teil des Raumes befindet sich allerdings noch das Bett. Somit bleibt die Frage der Anständigkeit des Liebeswerbens offen.

### Galerie (Auswahl)
| Bild           | Titel                                                 | Jahr           | Material                | B × H cm      | Ausstellung/Sammlung/Besitzer                  |
| -------------- | ----------------------------------------------------- | -------------- | ----------------------- | ------------- | ---------------------------------------------- |
|                | Der Zahnzieher                                        | 1651           | Öl auf Holz             | 26,7 × 32,5   | Mauritshuis, Den Haag                          |
|                | Bauern vor einem Wirtshaus                            | 1653           | Öl auf Leinwand         | 62 × 50       | Museum of Art, Toledo (Ohio)                   |
|                | Der Bürger von Delft und seine Tochter                | 1655           | Öl auf Leinwand         | 68,5 × 82,5   | Rijksmuseum, Amsterdam                         |
|                | Bauern beim Kegelspiel                                | um 1655        | Eichenholz              | 87 × 68       | Kunsthistorisches Museum Wien, Gemäldegalerie  |
|                | Rauchende Frauen                                      | um 1661–1670   | Leinwand auf Eichenholz | 28,5 × 23,5   | Schloss Oranienburg                            |
|                | Frau bei ihrer Toilette                               | 1663           | Öl auf Holz             |               | Buckingham Palace                              |
|                | Redner an einem Fenster                               | um 1663/1665   |                         |               |                                                |
| [ 9 ]          | Das Tischgebet                                        | 1660           | Öl auf Holz             | 44,5 × 52,7   | Morrison Collection                            |
|                | Wie gewonnen, so zerronnen                            | 1661           | Öl auf Leinwand         | 104 × 79      | Museum Boijmans Van Beuningen, Rotterdam       |
|                | Der Wirtshausgarten                                   | um 1661–1663   | Öl auf Leinwand         | 58 × 68       | Gemäldegalerie (Berlin)                        |
|                | Die verkehrte Welt                                    | um 1663        | Öl auf Leinwand         | 145 × 105     | Kunsthistorisches Museum Wien, Gemäldegalerie  |
|                | So de Oude songen, so pypen de Jongen (Die Kindtaufe) | um 1663        | Öl auf Leinwand         | 99 × 83       | Gemäldegalerie, Berlin                         |
|                | Das Tanzpaar                                          | 1663           |                         | 142,5 × 102,5 | National Gallery of Art, Washington, D.C., USA |
| [ 11 ]         | Das Tischgebet                                        | um 1663–1665   | Öl auf Leinwand         | 84 × 99       | Privatbesitz                                   |
|                | Wie die Alten sungen, so zwitschern die Jungen        | um 1663–1665   | Öl auf Leinwand         | 163 × 134     | Mauritshuis, Den Haag                          |
|                | Selbst-Porträt mit Laute                              | um 1663–1665   | Öl auf Holz             | 44 × 55,5     | Museo Thyssen-Bornemisza, Madrid               |
|                | Die Dorfschule                                        | um 1663/65     | Öl auf Leinwand         | 81 × 109      | National Gallery of Ireland, Dublin            |
| [ 12 ]         | Die kleine Almosensammlerin                           | um 1663/65     | Öl auf Holz             | 51 × 59       | Musée du Petition Palais, Paris                |
|                | Schlägerei zwischen Kartenspielern in einer Schenke   | 1664           | Öl auf Leinwand         | 80 × 67       | Alte Pinakothek, München                       |
|                | Streit beim Kartenspiel                               | 1664/1665      | Öl auf Leinwand         | 117,3 × 84,3  | Gemäldegalerie, Berlin                         |
|                | Das St. Nikolausfest                                  | um 1665–1668   | Öl auf Leinwand         | 70,5 × 82     | Rijksmuseum, Amsterdam                         |
|                | Kinder, die eine Katze lehren, zu tanzen              | 1665–68        | Öl auf Holz             | 59 × 68,5     | Rijksmuseum Amsterdam                          |
| De Dorpsschool | Die Dorfschule                                        | 1668–1672, ca. | Öl auf Holz             | 35,5 × 41     | Privatbesitz                                   |
| [ 13 ]         | Die Hochzeit des Tobias                               | um 1667        | Öl auf Leinwand         | 131 × 172     | Herzog Anton Ulrich-Museum, Braunschweig       |
| [ 14 ]         | Der strenge Schulmeister                              | um 1668        | Öl auf Holz             | 57 × 57,5     | Privatbesitz                                   |
| [ 15 ]         | Die fröhliche Familie                                 | 1668           | Öl auf Leinwand         | 110,5 × 141   | Rijksmuseum, Amsterdam                         |
|                | Der betrogene Bräutigam                               | um 1670        | Leinwand                | 68 × 57       | Kunsthistorisches Museum Wien, Gemäldegalerie  |
|                | Die Knaben- und Mädchenschule                         | um 1670        | Öl auf Leinwand         | 108,6 × 81,7  | Scottish National Gallery, Edinburgh           |
|                | Hochzeit zu Kana                                      | 1670–1672      | Öl auf Tafel            | 82 × 63       | National Gallery of Ireland, Dublin            |
|                | Papageienkäfig                                        | 1650/1675      | Leinwand auf Holz       | 40 × 50 (52)  | Rijksmuseum, Amsterdam                         |
|                | Lockere Gesellschaft                                  | 1678/1679      | Öl auf Eichenholz       | 21 × 26       | Gemäldegalerie, Berlin                         |
| [ 17 ]         | Kinder bringen einer Katze das Lesen bei              | 1665/1668      | Öl auf Eichenholz       | 35,5 × 45     | Kunstmuseum, Basel                             |
|                | Amnon und Thamar                                      | ca. 1661–1670  | Holz                    | 83 × 64,5     | Wallraf-Richartz-Museum, Köln                  |
|                | Der gekrönte Redner                                   | 1650/1675      | Leinwand                | 61 × 70       | Alte Pinakothek, München                       |
|                | Besuch kommt                                          | 1650/1675      | Öl auf Eichenholz       | 46 × 61,6     | Szépművészeti Múzeum, Budapest                 |
|                | Das Bohnenfest                                        | 1668           | Öl auf Leinwand         | 107,5 × 82    | Museum Schloss Wilhelmshöhe, Kassel            |
| [ 23 ]         | Die Verspottung von Samson                            | um 1670        |                         | (Querformat)  | Mauritshuis, Den Haag (Ausstellung, 2018)      |